# Japanska vaterpolska reprezentacija
Japanska vaterpolska reprezentacija predstavlja državu Japan u športu vaterpolu.
Krovna ustanova:

## Sastavi
- SP 2019.: Katsuyuki Tanamura, Seiya Adachi, Harukiirario Koppu, Mitsuaki Shiga, Yoshida Takuma, Atsuto Iida, Yusuke Shimizu, Mitsuru Takata, Atsushi Arai, Yusuke Inaba, Keigo Okawa, Kenta Araki, Tomoyoshi Fukushima; izbornik Yoji Omoto

## Nastupi na velikim natjecanjima

### Olimpijske igre
- 1932.: 4. mjesto
- 1936.: 9. – 16. mjesto
- 1960.: 13. – 16. mjesto
- 1964.: 13. – 16. mjesto
- 1968.: 12. mjesto
- 1972.: 15. mjesto
- 1984.: 11. mjesto
- 2020.: 10. mjesto

### Svjetska prvenstva
- 2001.: 16. mjesto
- 2003.: 15. mjesto
- 2005.: 14. mjesto
- 2007.: 16. mjesto
- 2011.: 11. mjesto
- 2019.: 11. mjesto
- 2022.: 9. mjesto

### Svjetski kupovi
- 2018.: 7. mjesto

### Svjetske lige
- 2018.: 4. mjesto
- 2019.: 6. mjesto
- 2020.: 5. mjesto

## Postava naSP-u 2007.
Tomonaga Egući, Kan Aojagi, Jasuhiro Haragući, Naofumi Nišikakoi, Kođi Tanaka, Šoići Sakamoto, Kođi Kobajaši, Acuši Naganuma, Taići Sato, Jošinori Šiota, Hiroši Hošiai, Satoši Nagata, Hitoši Ošima

Izbornik: Takahisa Minami